# Natatolana rekohu
Natatolana rekohu är en kräftdjursart som beskrevs av Bruce2003. Natatolana rekohu ingår i släktet Natatolana och familjen Cirolanidae. Inga underarter finns listade i Catalogue of Life.